# 國際瓊脂藝術
國際瓊脂藝術（ASM Agar Art Contest），又稱國際細菌藝術大賞，是由美国微生物学会以細菌等各種微生物為主題舉辦的瓊脂藝術比賽。自2015年起，每年舉辦一次。

## 外部連結
- ASM Agar Art Contest - Home - ASM.org （页面存档备份，存于）